# ويليام ك. هيوز
ويليام ك. هيوز (بالإنجليزية: William C. Hughes)‏ هو سياسي أمريكي، ولد في 24 أكتوبر 1869.